# Pedra mil·liar (la Bisbal del Penedès)
La Pedra mil·liar és una obra romana de la Bisbal del Penedès (Baix Penedès) inclosa a l'Inventari del Patrimoni Arquitectònic de Catalunya.

## Descripció
Bloc de pedra monolítica d'uns 3,5 m d'alçada, obrada entre els segles I i II. A la part alta és circular i a la part baixa quadrada.
No té cap inscripció.
Està situat en un extrem de la Plaça de l'Onze de Setembre.

## Història
La pedra mil·liar va ser trobada per l'historiador de la vila, Joan Solé i Caralt, a la seva propietat de la Devesa del terme de Sant Vicenç de Calders, l'any 1947, i va ser portada a la seva vila nadiua.
Es creu que el monòlit és una resta de l'antiga Via augusta romana, que es dirigia cap a Tarragona per l'Arc de Berà. Hi ha també un altre monòlit del mateix origen que l'anterior i que era situat com una fita en la partició del terme amb Roda de Barà, vora el Francàs. D'aquest mil·liari es digué el 1979 que s'havia trencat.